# WTA Elite Trophy de 2019
O WTA Elite Trophy de 2019 foi um torneio de tênis feminino disputado em quadras duras cobertas na cidade de Zhuhai, na China. Esta foi a 5ª edição.

## Pontuação e premiação

### Antes do torneio
A premiação máxima do WTA Elite Trophy de 2019 é de US$ 2.419.844. Ela varia de acordo com a campanha das jogadoras. O evento de duplas não rende pontos no ranking.
| Simples                                                           | Simples                                        | Simples              |
| Fase                                                              | Premiação                                      | Pontos               |
| ----------------------------------------------------------------- | ---------------------------------------------- | -------------------- |
| Título                                                            | RR + US$ 515.000                               | RR + 460             |
| Final                                                             | RR + US$ 155.000                               | RR + 200             |
| Semifinal                                                         | RR + U$ 15.000                                 | RR                   |
| Vitória por jogo na fase de grupos                                | 1ª vitória = US$ 50.000 2ª vitória: US$ 40.000 | 80                   |
| Primeiro lugar na fase de grupos                                  | US$ 69.500                                     | —                    |
| Segundo lugar na fase de grupos                                   | US$ 32.000                                     | —                    |
| Participação (para as doze originalmente classificadas)           | US$ 46.500                                     | 40 por jogo          |
| Alternates                                                        | US$ 10.000                                     | 80 por V 40 por jogo |
| RR significa premiação ou pontuação conquistada na fase de grupos |                                                |                      |

| Duplas                                                            | Duplas          | Duplas |
| Fase                                                              | Premiação       |        |
| ----------------------------------------------------------------- | --------------- | ------ |
| Título                                                            | RR + US$ 22.000 |        |
| Final                                                             | RR + US$ 11.346 |        |
| Vitória por jogo na fase de grupos                                | US$ 5.500       |        |
| Derrota por jogo na fase de grupos                                | —               |        |
| Participação (para as seis originalmente classificadas)           | US$ 17.080      |        |
| Alternates                                                        | —               |        |
| RR significa premiação ou pontuação conquistada na fase de grupos |                 |        |

### Depois do torneio
Valores pagos de acordo com a campanha de cada jogador ou dupla.
| Simples           | Simples      | Simples        | Simples      | Simples       | Simples   |
| Jogador           | Premiação    | Premiação      | Premiação    | Total         | Pontuação |
| Jogador           | Participação | Fase de grupos | Eliminatória | Total         | Pontuação |
| ----------------- | ------------ | -------------- | ------------ | ------------- | --------- |
| Aryna Sabalenka   | US$ 46.500   | US$ 159.500    | US$ 515.000  | US$ 721.000   | 700       |
| Kiki Bertens      | US$ 46.500   | US$ 159.500    | US$ 155.000  | US$ 361.000   | 440       |
| Karolína Muchová  | US$ 46.500   | US$ 159.500    | US$ 15.000   | US$ 221.000   | 240       |
| Zheng Saisai      | US$ 46.500   | US$ 119.500    | US$ 15.000   | US$ 181.000   | 160       |
| Sofia Kenin       | US$ 46.500   | US$ 82.000     | —            | US$ 128.500   | 160       |
| Petra Martić      | US$ 46.500   | US$ 82.000     | —            | US$ 128.500   | 160       |
| Elise Mertens     | US$ 46.500   | US$ 82.000     | —            | US$ 128.500   | 160       |
| Dayana Yastremska | US$ 46.500   | US$ 82.000     | —            | US$ 128.500   | 160       |
| Madison Keys      | US$ 46.500   | US$ 50.000     | —            | US$ 96.500    | 160       |
| Alison Riske      | US$ 46.500   | —              | —            | US$ 46.500    | 80        |
| Maria Sakkari     | US$ 46.500   | —              | —            | US$ 46.500    | 80        |
| Donna Vekić       | US$ 46.500   | —              | —            | US$ 46.500    | 80        |
| Total             | Total        | Total          | Total        | US$ 2.234.000 |           |

| Duplas                           | Duplas       | Duplas     | Duplas      |
| Jogador                          | Premiação    | Premiação  | Total       |
| Jogador                          | Participação | Campanha   | Total       |
| -------------------------------- | ------------ | ---------- | ----------- |
| Lyudmyla Kichenok Andreja Klepač | US$ 17.080   | US$ 33.000 | US$ 50.080  |
| Duan Yingying Yang Zhaoxuan      | US$ 17.080   | US$ 22.346 | US$ 39.426  |
| Jiang Xinyu Tang Qianhui         | US$ 17.080   | US$ 5.500  | US$ 22.580  |
| Wang Xinyu Zhu Lin               | US$ 17.080   | US$ 5.500  | US$ 22.580  |
| Darija Jurak Alicja Rosolska     | US$ 17.080   | —          | US$ 17.080  |
| Oksana Kalashnikova Sofia Kenin  | US$ 17.080   | —          | US$ 17.080  |
| Total                            | Total        | Total      | US$ 168.826 |

- Total simples + duplas = US$ 2.402.826

## Qualificação
| Corrida final de simples (21 de outubro de 2019) | Corrida final de simples (21 de outubro de 2019) | Corrida final de simples (21 de outubro de 2019) | Corrida final de simples (21 de outubro de 2019) | Corrida final de simples (21 de outubro de 2019) |
| Pos.                                             | Jogadora                                         | Pontos                                           | Torneios                                         | Data da qualificação                             |
| ------------------------------------------------ | ------------------------------------------------ | ------------------------------------------------ | ------------------------------------------------ | ------------------------------------------------ |
| 9ª                                               | Serena Williams                                  | 3.935                                            | 8                                                |                                                  |
| 10ª                                              | Kiki Bertens                                     | 3.870                                            | 25                                               | 21 de outubro                                    |
| 11ª                                              | Johanna Konta                                    | 2.879                                            | 16                                               |                                                  |
| 12ª                                              | Sofia Kenin                                      | 2.615                                            | 23                                               | 10 de outubro                                    |
| 13ª                                              | Madison Keys                                     | 2.607                                            | 14                                               | 10 de outubro                                    |
| 14ª                                              | Aryna Sabalenka                                  | 2.520                                            | 23                                               | 10 de outubro                                    |
| 15ª                                              | Petra Martić                                     | 2.458                                            | 17                                               | 10 de outubro                                    |
| 16ª                                              | Markéta Vondroušová                              | 2.390                                            | 9                                                |                                                  |
| 17ª                                              | Angelique Kerber                                 | 2.276                                            | 20                                               |                                                  |
| 18ª                                              | Elise Mertens                                    | 2.190                                            | 25                                               | 15 de outubro                                    |
| 19ª                                              | Alison Riske                                     | 2.185                                            | 23                                               | 15 de outubro                                    |
| 20ª                                              | Donna Vekić                                      | 2.185                                            | 22                                               | 15 de outubro                                    |
| 21ª                                              | Amanda Anisimova                                 | 1.794                                            | 15                                               |                                                  |
| 22ª                                              | Maria Sakkari                                    | 1.741                                            | 22                                               | 21 de outubro                                    |
| 23ª                                              | Sloane Stephens                                  | 1.738                                            | 19                                               |                                                  |
| 24ª                                              | Dayana Yastremska                                | 1.720                                            | 23                                               | 21 de outubro                                    |
| 25ª                                              | Anett Kontaveit                                  | 1.675                                            | 17                                               |                                                  |
| 26ª                                              | Karolína Muchová                                 | 1.624                                            | 14                                               | 21 de outubro                                    |
| 27ª                                              | Anastasija Sevastova                             | 1.617                                            | 24                                               |                                                  |
| 28ª                                              | Julia Görges                                     | 1.610                                            | 21                                               |                                                  |
| 29ª                                              | Wang Qiang                                       | 1.563                                            | 20                                               |                                                  |
| 30ª                                              | Anastasia Pavlyuchenkova                         | 1.560                                            | 22                                               |                                                  |
|                                                  |                                                  |                                                  |                                                  |                                                  |
| 40ª                                              | Zheng Saisai [WC]                                | 1.355                                            | 26                                               | 18 de outubro                                    |

| Ranking | Equipe              | Equipe          |
| ------- | ------------------- | --------------- |
| 58      | Duan Yingying       | Yang Zhaoxuan   |
| 66      | Lyudmyla Kichenok   | Andreja Klepač  |
| 67      | Darija Jurak        | Alicja Rosolska |
| 99      | Oksana Kalashnikova | Sofia Kenin     |

## Finais
| Categoria | Campeã(s)                        | Vice-campeã(s)              | Resultado | Chave(s)  |           |
| --------- | -------------------------------- | --------------------------- | --------- | --------- | --------- |
| Simples   | Aryna Sabalenka                  | Kiki Bertens                | 6–4, 6–2  | principal |           |
| Duplas    | Lyudmyla Kichenok Andreja Klepač | Duan Yingying Yang Zhaoxuan | 6–3, 6–3  | principal | principal |